# HD 107418
HD 107418，又名BD-12 3614，SAO 157226、HR 4699，是一颗恒星，视星等为5.14，位于銀經291.67，銀緯48.64，其B1900.0坐标为赤經12h 15m 45.8s，赤緯-13° 48.64′ 39″。